# كاف سبرينغ
كاف سبرينغ (بالإنجليزية: Cave Spring, Georgia)‏ هي مدينة تقع في مقاطعة فلويد، جورجيا بولاية جورجيا في الولايات المتحدة. تبلغ مساحة هذه المدينة 10.4 (كم²)، وترتفع عن سطح البحر 195 م، بلغ عدد سكانها 1200 نسمة في عام 2010 حسب إحصاء مكتب تعداد الولايات المتحدة.

## وصلات خارجية
- Cities & Counties - Georgia.gov